# يوب فان نيلين
يوب فان نيلين (بالهولندية: Joop van Nellen)‏ (15 مارس 1910 - 14 نوفمبر 1992) لاعب ومدرب كرة قدم هولندي راحل كان يجيد اللعب في خط الهجوم.
لعب طوال مسيرته الرياضية في نادي دي إتش سي ديلفت.
مثل منتخب هولندا في 27 مباراة مسجلا 7 أهداف (1928-1937). شارك مع منتخب هولندا في بطولة كأس العالم 1934 في إيطاليا حيث خرج من الدور الثمن النهائي.

## وصلات خارجية
- يوب فان نيلين على موقع الاتحاد الدولي (مؤرشف)  (الإنجليزية)
- يوب فان نيلين على موقع قاعدة بيانات كرة القدم.إي يو (الإنجليزية)
- يوب فان نيلين على موقع ناشيونال فوتبول تيمز (الإنجليزية)

- هذا سيرة ذاتية